# 楼子庄遗址
楼子庄遗址，位于山东省烟台市龙口市北马镇楼子庄村，是中华人民共和国山东省文物保护单位之一。
2006年12月7日，授予山东省文物保护单位，是一座古遗址。